# Forestville, New South Wales
Forestville este o suburbie în Sydney, Australia.